# Bohaté Málkovice
Bohaté Málkovice (in tedesco Deutsch Malkowitz) è un comune della Repubblica Ceca facente parte del distretto di Vyškov, in Moravia Meridionale.